# Uměleckoprůmyslové museum v Praze
Uměleckoprůmyslové museum v Praze (zkráceně: UPM) je specializovaná muzejní instituce, jež v českém i mezinárodním kontextu shromažďuje, zpracovává a uchovává minulost a současnost uměleckého řemesla, užitého umění a designu pro budoucnost. Jeho sbírky čítají půl milionu předmětů, z nichž část je vystavena ve stálé expozici ART, LIFE. Umění pro život. Muzeum pořádá také krátkodobé výstavy a velké množství živých programů. Sídlí v ulici 17. listopadu v Praze 1 Josefově, v těsné blízkosti Starého židovského hřbitova, nedaleko budovy Filozofické fakulty UK, naproti Rudolfinu v městské části Praha 1.

## Stálá expozice ART, LIFE. Umění pro život
Nová expozice Uměleckoprůmyslového musea v Praze představuje v šesti tematicky rozdělených sálech plastický a živý obraz evropského užitého umění od antiky až po design 20. a 21. století. Vystaveno je více než 1300 předmětů ze sbírky UPM, která čítá celkem půl miliónu exponátů. Expozice ukazuje, jak všechny věci kolem nás vstupují do lidského života a mění jej po stránce funkční i symbolické. Užité umění a design spoluutváří životní styl a modely lidského chování. Více než v jiných oblastech umělecké tvorby zde vystupuje do popředí bytostný smysl věcí, jejich účel, zjištění pro koho, jak a proč vznikly. Tyto souvislosti však v expozici nezastiňují kvalitu unikátních uměleckých děl a jejich tvůrců, ani poetiku a tajemství každodenních předmětů.
Rituály a slavnosti
Stovky předmětů, které provázely lidstvo v průběhu staletí při rituálech a slavnostech, vtáhnou návštěvníky do magického světa symbolů a působivých představení, které měly obyčejné smrtelníky povznést k Bohu. V expozici je bohatě zastoupeno jak liturgické náčiní, jako kalichy, drobné textilie na jejich překrytí, nádobky na hostie, monstrance, kadidelnice či svícny, tak liturgická roucha.  Z náboženských slavností pak vzešly i ty světské, jejichž škála sahala od lidových veselic a karnevalů, šlechtických turnajů a her přes městské a cechovní oslavy, univerzitní ceremoniály až po národní svátky nebo světové výstavy. Slavily se i významné rodinné události. Ke všem těmto příležitostem vznikala jedinečná výbava, jejíž ukázky nabízí druhá část sálu. 
Mikrosvěty: panovnická kunstkomora
Kunstkomora jako univerzální studnice moudrosti měla zpřístupnit tajemství mikrokosmu a makrokosmu. Obvykle byla uspořádána do tří základních skupin: naturalia – vše, co se nachází v přírodě; artificialia – výtvory lidských rukou či přírodní objekty člověkem opracované a dotvořené; scientifica – předměty technické a vědecké povahy, někdy je doplňovala ještě mirabilia, zahrnující cokoli neobvyklého a zázračného. Kunstkomora představovala otevřenou strukturu, nekonečný labyrint, kde vše souviselo se vším. Drobné předměty se uchovávaly v kabinetních skříních, skrývajících mnohé kuriozity a nečekaná překvapení. Na pozadí zdánlivého chaosu tak návštěvník kunstkomory sám svým pohybem a vizuálními vjemy odkrýval řád této univerzální encyklopedie vědění.
Život forem
Bohatství přírody a jeho poznání inspirovalo uměleckou tvorbu odnepaměti. Vedlo k organickému pojetí uměleckého díla a jeho forem jako živoucích útvarů, které se neustále proměňují a plodí nové. K přírodě se proto z těchto důvodů obracely různorodé a často protikladné umělecké proudy. Jedni v ní obdivovali harmonii, uspořádanost a záruku kontinuity, druzí oslavovali nespoutanost jejích živlů. 
Oděv: Tělo a tělesnost
Oděv lidské tělo zahaluje, ale také tvaruje. Formování módní siluety podmiňovaly vždy kulturní a estetické normy dané doby, móda někdy zvýrazňovala tělesné tvary i na úkor pohodlí a praktičnosti, jindy je naopak zakrývala. Instalace osmnácti typů oděvů společně s ukázkami spodního prádla prezentuje oděvní kulturu právě s důrazem na utváření módní siluety těla, jak se vyvíjela v průběhu dvou století od počátku 19. do konce 20. století. Stejně významně zasáhly do ustrojení a formování těla módní doplňky a také šperk. Vývoj šperku je představen v samostatné části, zahrnující ukázky od středověku po autorskou tvorbu přelomu 20. a 21. století a přibližující performativní funkci šperku.
Design a fenomény modernity
V sále věnovaném designu a fenoménu modernity vstupujeme průmyslovým 19. stoletím do století dvacátého – tato industriální doba přinesla napětí mezi individuálními požadavky a masovou průmyslovou produkcí spjatou s rostoucím konzumem. Design se stal integrujícím faktorem moderní a postmoderní kultury, neboť propojoval nové poznatky a technologie s oblastí umělecké tvorby. Od počátku jej provází idea zušlechtění výroby a vkusu. Širokou škálu podnětů pro rozvoj designu přinášely od 19. století nové požadavky na bydlení a vybavení moderního interiéru. Důraz se kladl na mobilitu, skladebnost a univerzalitu, jednoduchou manipulaci. Obecným byl pak požadavek praktické funkčnosti.
Utopie, kosmos, hra
Pozoruhodnou kapitolu v dějinách českého umění a designu tvoří kosmické inspirace a utopické vize. Touhu odhalit tajemství vesmíru dokládají už různé druhy slunečních hodin z 18. a 19. století. Ale až ve 20. století se prosadila cesta designu jako fikce a hry, která umožňuje svobodnou kreativitu a odpoutává lidskou existenci od sféry přísné účelnosti a praktických potřeb. Dokládá to nábytek Alberta Rosselliho, Bohuslava Horáka či Milana Knížáka, šperky Václava Ciglera, svítidla Olgoj Chorchoj, díla Bořka Šípka a Jaroslava Róny i oděv navržený Liběnou Rochovou a další artefakty, s nimiž se návštěvník potká v tomto sále.

## Historie
Založení Uměleckoprůmyslového musea v Praze v roce 1885 odpovídalo prudkému rozvoji české společnosti a především rozvoji její průmyslové výroby gradující v poslední třetině 19. století. Po vzniku obdobných ústavů, především Uměleckoprůmyslového muzea ve Vídni, dále např. v Brně, Opavě, Olomouci a Liberci (1873) se pražské muzeum stalo jedním z řady muzejních institucí tohoto druhu existujících v provinciích Rakousko-uherské monarchie. V Království českém to byla první instituce těsně, místně i metodicky spojená s Uměleckoprůmyslovou školou. Založením tohoto ústavu se objevil zásadní konkurent dosud nejreprezentativnějšího a nejstaršího českého Průmyslového muzea v Liberci.
Nepříznivý vliv průmyslové revoluce na estetickou stránku, a tím i kvalitu výrobků, byl v té době už dlouho oprávněným předmětem kritiky umělců, teoretiků umění i veřejnosti. Myšlenka na zřízení trvalé expozice uměleckoprůmyslového zaměření v Praze byla obsažena už ve výstavě, kterou uspořádal spolek Arkadia roku 1861 v Praze ve Staroměstské radnici, podle jiných pramenů na Žofíně. Příkladem a inspirací bylo mimo jiné založení obdobného ústavu – South Kensingtonského (nyní Victoria and Albert) muzea v Londýně, které od roku 1852 zpřístupnilo veřejnosti sbírky uměleckořemeslných a uměleckoprůmyslových výrobků. Pro české prostředí však bylo nejdůležitější již zmíněné Österreichisches Museum für Kunst und Industrie otevřené ve Vídni roku 1864 a spojené rovněž se školou.
V roce 1868 uspořádala pražská Obchodní a živnostenská komora na Žofíně ve spolupráci s tímto vídeňským muzeem výstavu exponátů získaných ze Světové výstavy roku 1867, která se konala v Paříži, doplněnou historickými uměleckořemeslnými předměty převážně ze sbírky Vojtěcha Lanny (pozdějšího významného donátora a podporovatele UPM). K založení muzea přispěl v období, kdy ještě nedozrály vhodné finanční a prostorové podmínky, příslib výstavní plochy v Rudolfinu, daný roku 1872. V roce 1885, kdy došlo k naplnění slibu, rozhodlo představenstvo Obchodní a živnostenské komory o zřízení samostatného muzea. Jeho prvním sídlem bylo Rudolfinum. 

## Budova
V letech 1897–1900 byla postavena novorenesanční muzejní budova podle návrhu architekta Josefa Schulze na pozemku mezi starým židovským hřbitovem a Sanytrovou ulicí, přičemž většina půdy, na níž toto muzeum vzniklo, náležela tehdy ke kastrálnímu území Starého Města a jen asi čtvrtina budovy vznikla na pozemku, jenž původně náležel k Josefovu. Celá budova pak náležela ke katastru Starého Města a to až do roku 1944, kdy v rámci tehdy provedené změny hranice obou katastrů připadla k Josefovu.

### Výzdoba exteriéru

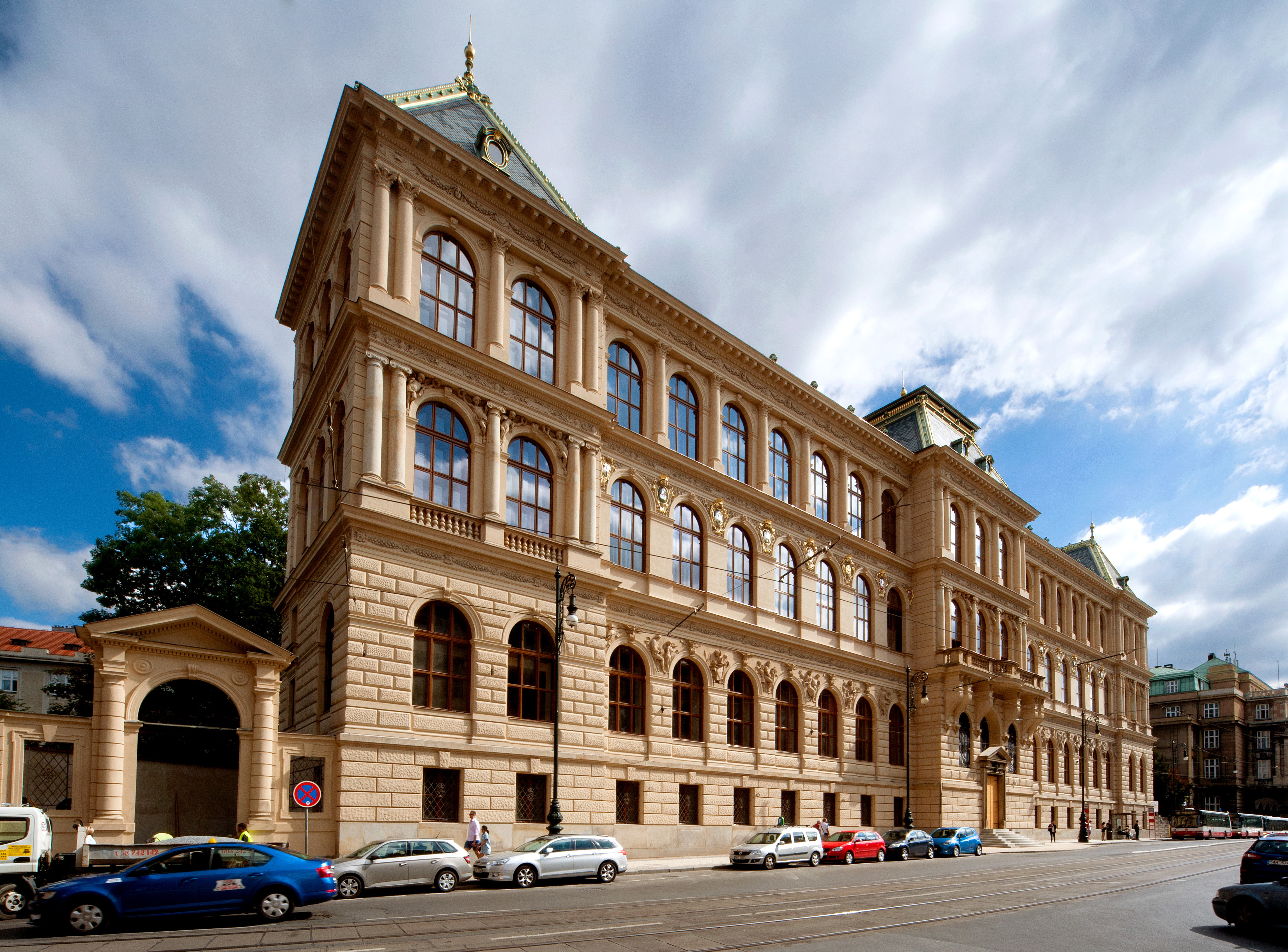
Budova muzea po rekonstrukci

Na obou stranách průčelí budovy se v prvním patře mezi okny nacházejí reliéfy řemesel a v druhém patře znaky měst, které se daným řemeslem proslavily. 
Jsou tam tato řemesla: tkalcovství, košíkářství, vyšívání a krajkářství, zlatnictví a klenotnictví, platnéřství, zámečnictví, zvonařství, cínařství, brusičství, řezbářství, tisk, výroba a výzdoba knih, kamenictví, sklářství, hrnčířství, výroba porcelánu. 
Nad řemesly jsou znaky měst: Rumburk, Zbraslav, Domažlice, Mladá Boleslav, Staré Město Pražské, Jindřichův Hradec, Hradec Králové, Horní Slavkov, Turnov, Kutná Hora, Plzeň, Nové Město Pražské, Hradčany, Vimperk, Beroun, Loket. Reliéfy řemesel a znaky měst jsou dílem sochařů Antonína Poppa a Bohuslava Schnircha.

### Výzdoba interiéru

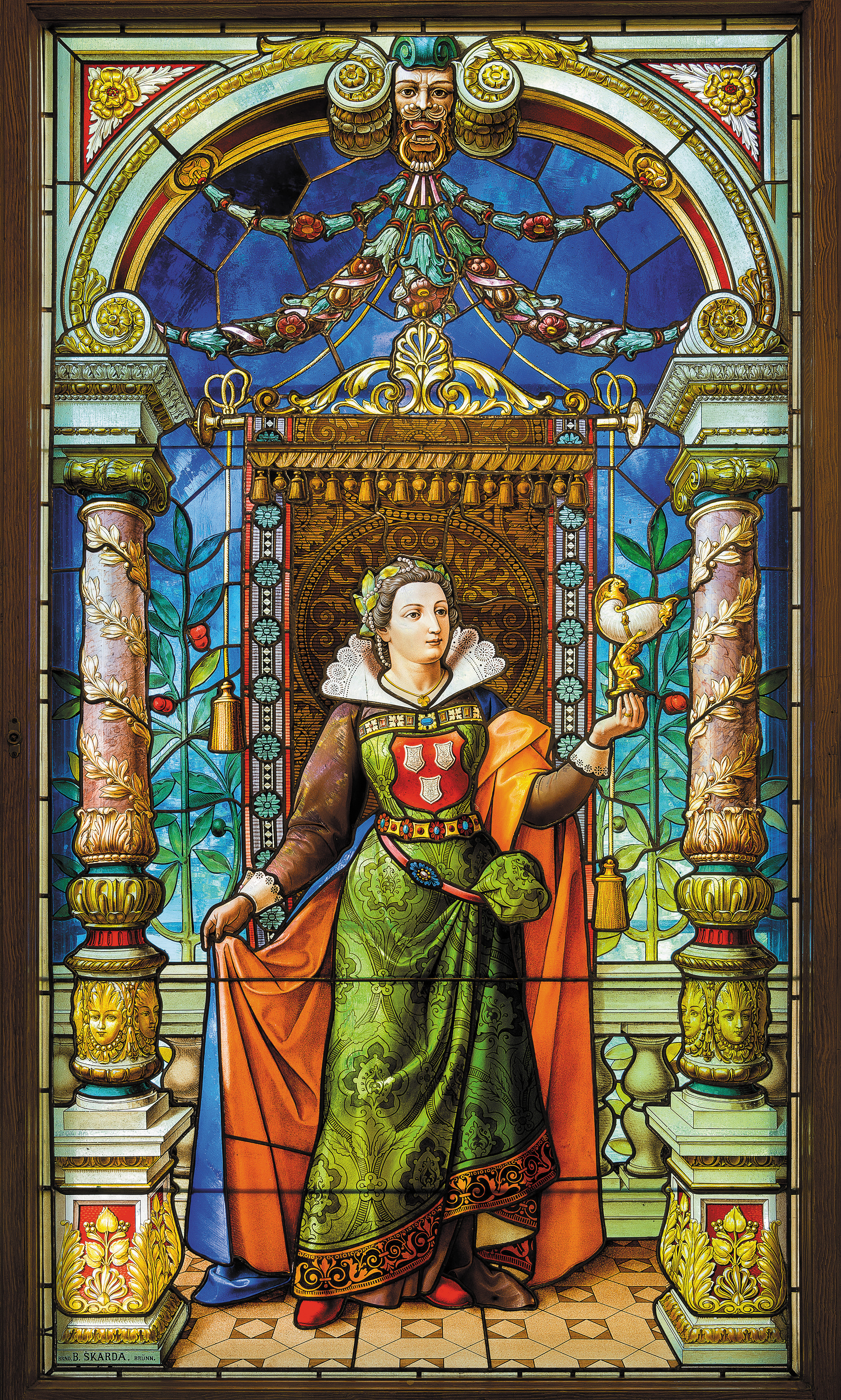
Vitráž na podestě schodiště od Josefa Schulze

Ve vestibulu je na stěnách bohatá štuková výzdoba a výmalba. Knihovna, která se nachází v prvním patře, je jednou z nejkrásnějších pražských veřejných čítáren. Barokní skříně a mobiliář pocházejí ze zrušené klášterní knihovny v Benešově.
Výzdoba schodiště patří k nejhonosnějším místům budovy. Na podestě prvního patra jsou dvě malovaná okna (vitráže),dvě ženské postavy jsou alegorií uměleckého průmyslu a umění. Na podestě druhého patra okna znázorňují alegorii obchodu a umění. Ve druhém patře je na bočních stěnách schodiště šest polí (3 + 3) s nástěnnými malbami od akademického malíře Ferdinanda Herčíka, které znázorňují aktéry šesti uměleckých řemesel s jejich múzami a výrobky: 1. Zlatnictví se stříbrným nádobím a šperky; 2. Kresbu a grafická umění předvádí skupina umělců a umělkyň na rampě Pražského hradu, 3. Kovářství s platnéřstvím a mečířstvím reprezentuje rodina kováře mistrem, učedníkem a batoletem, na protější stěně to jsou: 4. Keramická pec obsluhovaná hrnčířem a na vypálení svého nádobí čekají keramička a keramik, 5. V sochařském ateliéru umělci předvádějí hotovou sochu ženy, 6. Skláři v huti s píšťalami vytvářejí skleněné nádoby. Schodiště má zábradlí ze sliveneckého a kararského mramoru. Je zakončené bronzovými lucernami, které daroval František Křižík.

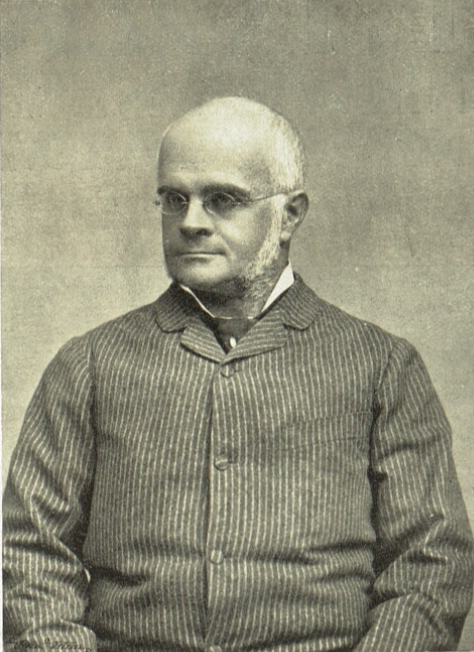
Vojtěch Lanna, nejštědřejší mecenáš

Votivní (děkovný) sál se nachází ve druhém patře. Má klenutý strop malovaný groteskním ornamentem v pompejském stylu, na stěnách malované iluzivní drapérie a ve třech lunetách alegorické malby Karla Vítězslava Maška, které zpodobují Holdování stavitelů bohyni moudrosti Palas Athéně, Námořní a pozemní obchod ve službách umění a Tvůrce prezentující díla uměleckého průmyslu. Okna se otevírají do lodžie s výhledem na Rudolfinum. Ve výklenku stěny mezi dveřmi stojí bronzové poprsí císaře Františka Josefa I. od Emanuela Halmana. Mezi okny stávala čtyři poprsí (nyní jsou v neveřejných kancelářských prostorách): projektanta budovy, architekta Josefa Schulze a tří spoluzakladatelů a mecenášů. Mezi nimi nejvýznamnější byl průmyslník a sběratel umění Vojtěch Lanna mladší, který věnoval muzeu polovinu svých vzácných sbírek skla, od antiky až po současnost. Tato sbírka skla je jednou z největších na světě. Jeho bustu modeloval Josef Václav Myslbek. Dále zde bustu míval prezident Obchodní a živnostenské komory z let 1884–1889 Bohumil Bondy, bývalý předseda kuratoria muzea Václav Němec a císařský rada Josef Wohanka. Objednávky dalších mecenášů muzea jsou zaznamenány jejich jmenovkami a erby pod malbami a vitrážemi, byli to: Max Egon z Fürstenberka, Jan II. z Lichtenštejna, Mořic Lobkovic, August Röders, Robert a Artur Fuchsové. 

## Osobnosti
Prvním kustodem a ředitelem muzea byl historik umění dr. Karel Chytil působil též v Komisi pro soupis památek Prahyod jejího vzniku v roce 1883 (1884) a jako její člen spoluvytvářel první systém památkové péče v Čechách. Druhým ředitelem byl krátce historik umění a knižní kultury František Adolf Borovský. Po něm následovali František Xaver Jiřík, Karel Herain, Emanuel Poche, Jiří Šetlík, Dagmar Hejdová, Jaroslav Langr, Helena Koenigsmarková a Radim Vondráček. 
K expertům – znalcům uměleckého řemesla a průmyslového designu – patřily především ženy, například Jiřina Vydrová, Jarmila Blažková, Milena Zeminová, Alena Adlerová, Olga Herbenová, Dagmar Tučná, Jarmila Brožová, Libuše Urešová, Věra Vokáčová, Olga Drahotová, Milena Lamarová, Jana Horneková, Anna Fárová nebo Jana Kybalová, z  mužů například Emanuel Poche, Karel Hetteš, Zdeněk Kirschner, Jan Rous, Jan Mlčoch nebo Josef Kroutvor. 
Mezi knihovníky se během druhé světové války objevil Oldřich J. Blažíček, v posledním půlstoletí Evžen Lukeš, Jarmila Okrouhlíková nebo Kateřina Dostálová, současným ředitelem knihovny je Jaroslav Kostecký.
Muzeum má kolektivní členství v organizacích AMG a ICOM.

## Sbírky

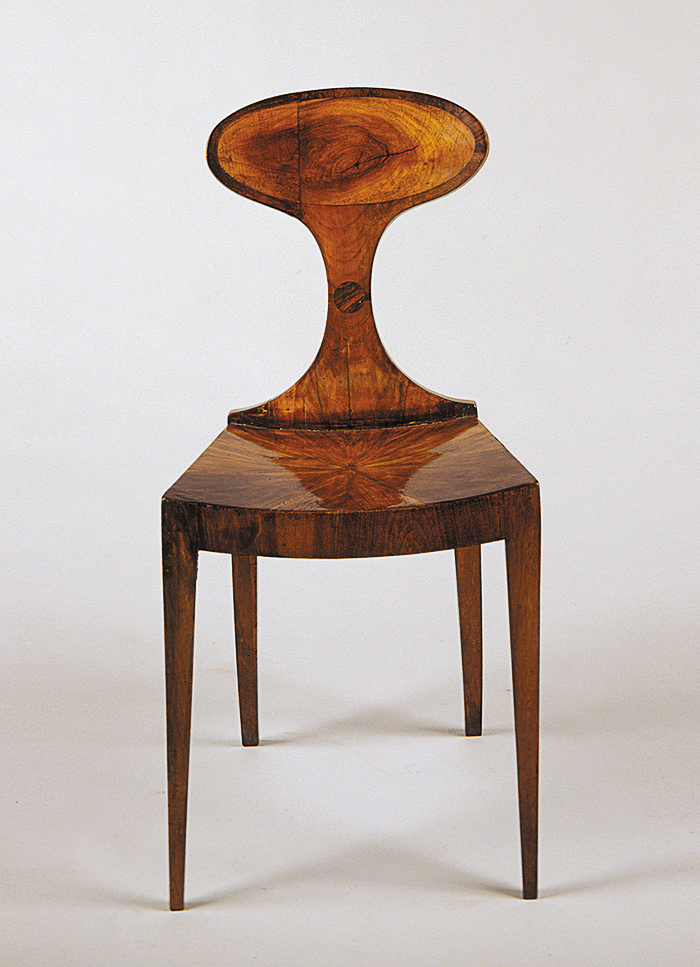
Biedermeierská židle z roku 1820

Muzeum spravuje sbírky skla, porcelánu a keramiky, užité grafiky a fotografie, textilu, módy a designu, nábytku, hodin, dále sbírku drahých i obecných kovů, vzácných materiálů, šperků, hraček a množství písemné i obrazové dokumentace. V současné době má muzeum půl milionu sbírkových předmětů od antiky až po současnost. Sbírky užité tvorby jsou podrobně popsány v článku Sbírky užité tvorby českých muzeí umění a sbírka fotografie v článku České sbírky fotografie.

### Dřívější pobočky
V letech 1954–1992 muzeum spravovalo několik tematických expozic na zámcích Doudleby nad Orlicí, Lemberk, Hrubý Rohozec a Muzeum porcelánu v Klášterci nad Ohří, které je v obnovené verzi instalováno dodnes. Neuskutečněná zůstala expozice v budově zámeckého pivovaru v Brandýse nad Labem.

### Současné pobočky
Od roku 1995 UPM provozuje:

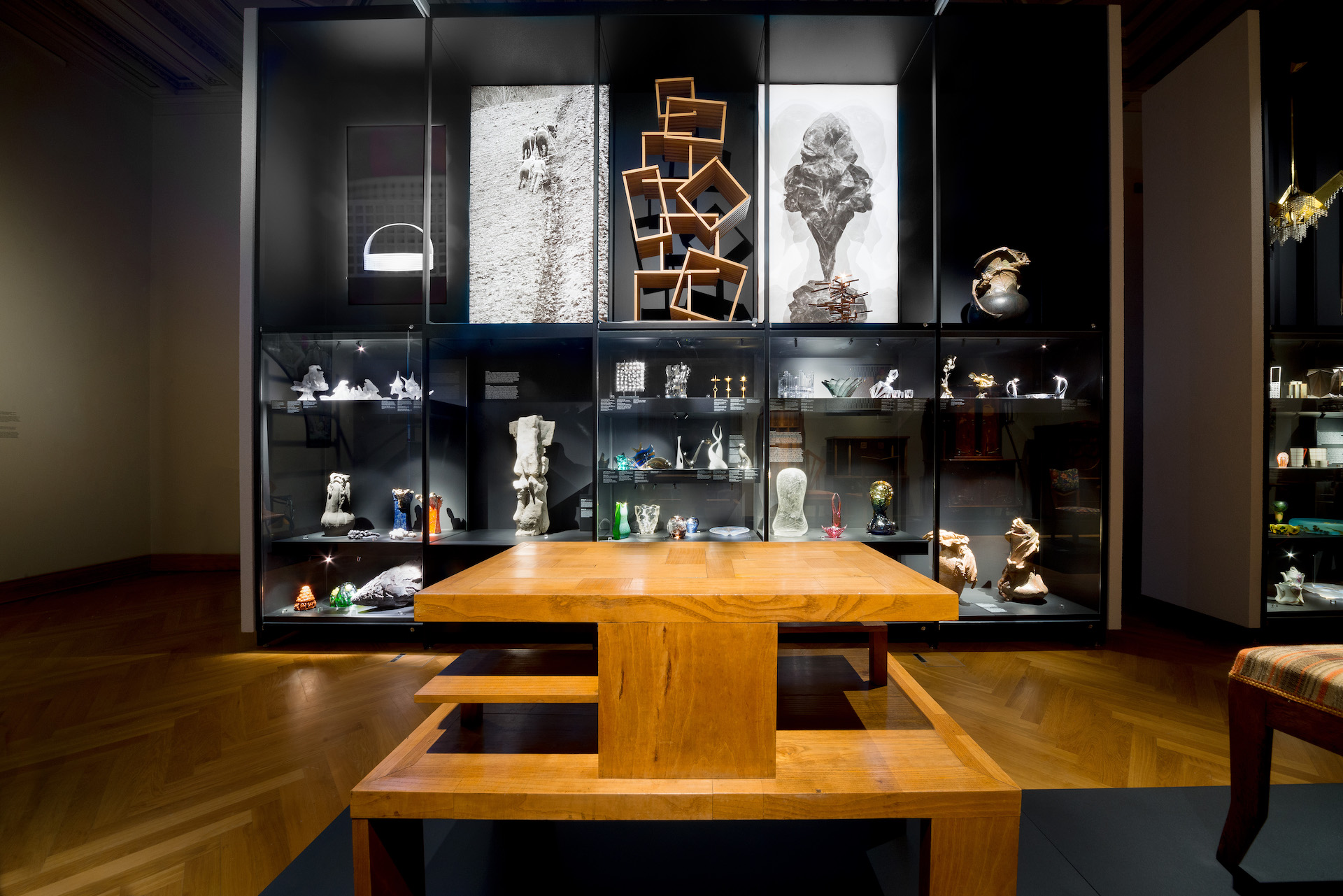
Stálá expozice ART, LIFE. Art for Life

- Galerii Josefa Sudka v Úvozu v Praze 1 na Malé Straně, poblíž Pražského hradu, zaměřenou na fotografickou tvorbu.
- Od roku 1998 muzeum spravuje zámek v Kamenici nad Lipou. Expozice kovářských a zámečnických prací a hraček se studijním depozitářem nábytku 20. století zde byla otevřena v roce 2004, studijní depozitář nábytku 19. a 20. století v roce 2007.
- Zámek Klášterec nad Ohří je vybaven expozicí uměleckého porcelánu.

## Expozice
Stálá expozice ART, LIFE. Umění pro život představuje v šesti tematicky rozdělených sálech plastický a živý obraz evropského užitého umění od antiky až po design 20. a 21. století. Vystaveno je více než 1300 předmětů ze sbírky UPM, která čítá celkem půl miliónu exponátů. Expozice ukazuje, jak všechny věci kolem nás vstupují do lidského života a mění jej po stránce funkční i symbolické. Užité umění a design spoluutváří životní styl a modely lidského chování. Více než v jiných oblastech umělecké tvorby zde vystupuje do popředí bytostný smysl věcí, jejich účel, zjištění pro koho, jak a proč vznikly. Tyto souvislosti však v expozici nezastiňují kvalitu unikátních uměleckých děl a jejich tvůrců ani poetiku a tajemství každodenních předmětů.
Expozice je doplněna projekcemi a působivými motivy lightboxů, které podněcují dialog uměleckých děl minulosti se současností. Za denního světla je možný i výhled na okolní architekturu a památky včetně unikátního pohledu na židovský hřbitov.

## Knihovna

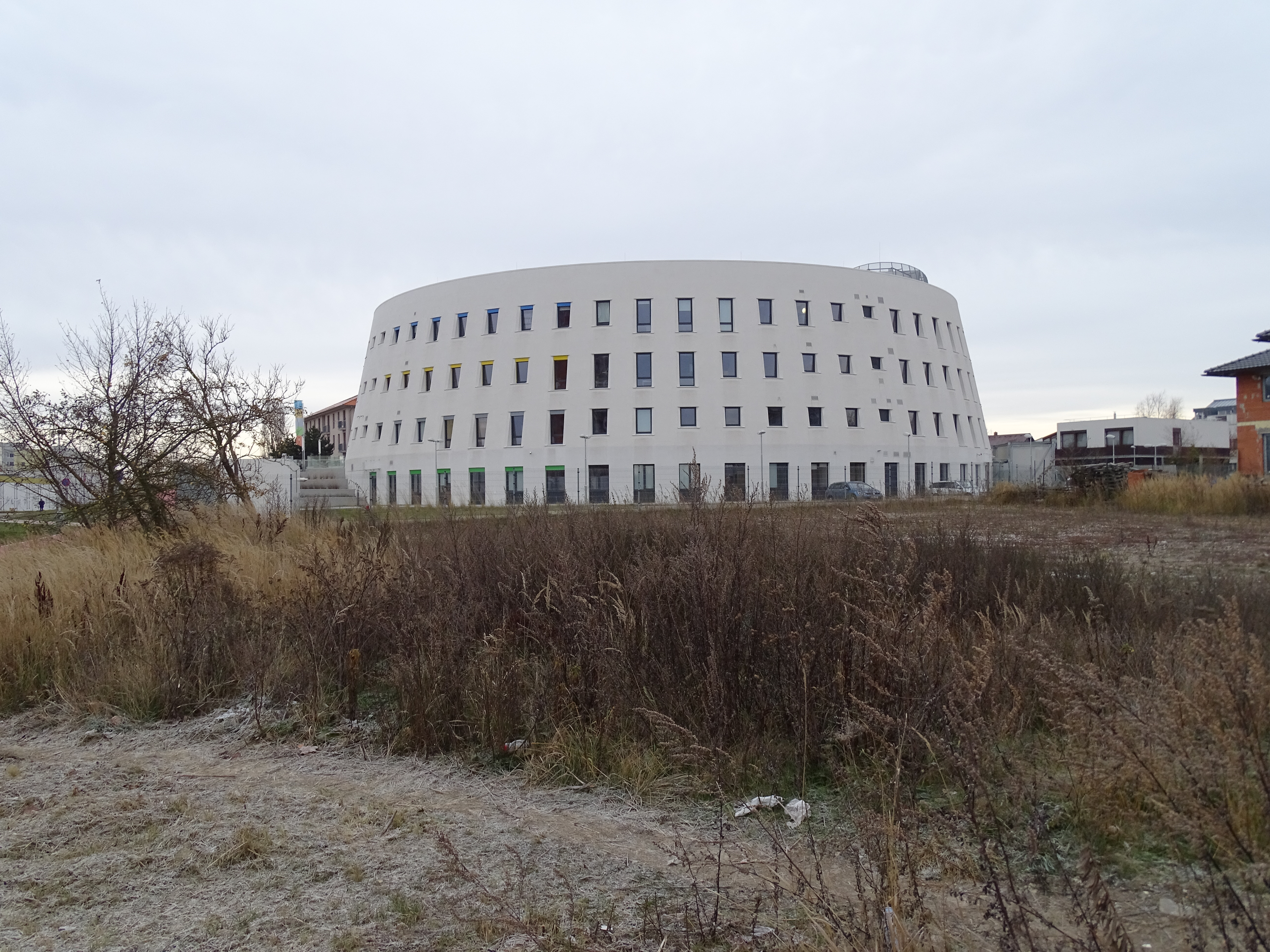
Centrální depozitář na Velké Ohradě

Součástí Uměleckoprůmyslového musea v Praze je veřejná knihovna specializovaná na literaturu o výtvarném umění a příbuzných oborech (https://knihovna-upm.cz/). Knihovní fond má více než 190 000 svazků. Vedle monografií tvoří fond řada encyklopedií, slovníků, příruček a periodik. Nezanedbatelná je i sbírka výstavních a aukčních katalogů. Od roku 1950 jsou přírůstky monografií zpracovávány do elektronické databáze přístupné nejen v knihovně, ale i prostřednictvím internetu (https://katalog.upm.cz/#!/ Archivováno 27. 8. 2018 na Wayback Machine.) . Od roku 1995 jsou již v databázi uvedeny veškeré knihovní přírůstky. Knihovna je pouze prezenční. Poskytuje kopírovací služby, rešerše, službu „Ptejte se knihovny“, zpřístupňuje řadu databází na CD-ROM i on-line. Knihovní databáze UPM je součástí souborného katalogu knihoven institucí z oboru umění a architektury (Artlib.eu) dostupného z adresy https://artlib.eu/#!/.

## Centrální depozitář
Nová budova centrálního depozitáře Uměleckoprůmyslového musea v Praze byla otevřena 4. dubna 2016 na adrese Červeňanského 2843/19 v Praze-Stodůlkách, na Velké Ohradě. Kvůli bílé barvě a kruhovému půdorysu získala tato budova přezdívku „Polárkový dort“ nebo také „Kanál“.